# Hilfskasse der NSDAP
Die Hilfskasse der NSDAP war eine Unfall- und Haftpflichtversicherung für SA-, SS- und NSDAP-Mitglieder sowie Angehörige weiterer Gliederungen und angeschlossener Verbände, wie etwa dem NSKK. Unter der Leitung von Martin Bormann war sie in der Reichsschatzmeisterei der NSDAP angesiedelt. Ab 1941 firmierte sie dort unter der Bezeichnung „Hauptamt VII – Sozialamt“.

## Idee und Vorgeschichte
Da die oftmals lebensbedrohlich gewalttätigen politischen Auseinandersetzungen während der Weimarer Republik innerhalb der NSDAP und insbesondere der SA immer wieder teils schwer Verletzte oder gar Todesopfer forderten, plante der Oberste SA-Führer (OSAF) Franz Pfeffer von Salomon nach der Reorganisation der SA, ihre Mitglieder finanziell absichern zu lassen. Unter der Bezeichnung „SA-Versicherung“ arbeitete er zunächst mit privaten Versicherungsunternehmen wie der Stuttgart-Berliner- oder der Albingia-Versicherungsgesellschaft zusammen, die beide renommierte Unfall- und Haftpflichtversicherer waren. Die Versicherungsprämie betrug 0,20 Reichsmark (RM). Schon bald traten jedoch Probleme auf, da die SA nicht so viele ihrer Mitglieder zum Abschluss einer Versicherung mobilisieren konnte, wie seitens der Versicherer bei der Kostenkalkulation angenommen. Ferner deckten die Policen meist nicht die eigentlich zahlenmäßig häufigsten Schadensfälle, wie etwa Sachbeschädigung bei Saalschlachten und Personenschäden durch Schlägereien ab. Nach der Kündigung der Verträge folgte ein Rechtsstreit zwischen der NSDAP und den Versicherern, in dessen Folge die NSDAP mittels einer Medienkampagne Stimmung gegen die vorgeblich „verjudete“ Versicherungsbranche und die damit verbundene Hochfinanz zu machen versuchte. Parallel dazu setzten sich in der NSDAP jene Personen durch, die eine eigenständige, parteiinterne Lösung anstrebten.

## Kooperation mit dem „Deutschen Ring“
Da die Partei zwischenzeitlich mit dem ursprünglich deutschnational ausgerichteten und in der Branche etablierten Versicherungsunternehmen „Deutscher Ring“ zusammenarbeitete, wurden 1929 entsprechende Verträge mit der NSDAP geschlossen. Darin wurde vor allem eine Sterbegeldversicherung für NSDAP-Mitglieder und deren Angehörige vereinbart. Im gleichen Jahr war der „Deutsche Ring“ für kurze Zeit auch Träger der Unfall- und Haftpflichtversicherungen der SA. Die Nationalsozialistische Versicherungshilfe, eine Beratungsstelle bei der NSDAP-Reichsleitung, arbeitete als verdeckte Generalagentur des Deutschen Ringes und zahlte der NSDAP Provisionen für ihre Versicherungsvermittlung. Zugleich stellte der Deutsche Ring zahlreiche arbeitslose NSDAP-Mitglieder als Werber ein.

## Die Entstehung der Hilfskasse
Letztlich wurden die Ideen Bormanns durch Franz Xaver Schwarz, den Reichsschatzmeister der NSDAP, und den OSAF Franz Pfeffer von Salomon aufgegriffen, die finanziellen Hilfsleistungen in Eigenregie zu übernehmen. Denn die nach dem Motto „Einer für Alle – Alle für Einen“ arbeitende Hilfskasse sei ein „Werk echten deutschen Sozialismus“. Die Gründung erfolgte zum 1. September 1930. Unter der Leitung von Martin Bormann zog die ursprünglich in der Obersten SA-Führung angesiedelte Dienststelle nunmehr als Hilfskasse der NSDAP in die Reichsschatzmeisterei der Partei um und unterteilte sich in die Abteilungen:
- Allgemeine Verwundetenhilfe
- Verwundetenhilfe für Motorradfahrer
- Sachschadenskasse
- Musikinstrumentenversicherung

Bei einem monatlichen Beitrag von 0,30 RM für die Allgemeine Verwundetenhilfe und 1 RM für die Verwundetenhilfe für Motorradfahrer sollten 2.000 RM im Todesfall, 5.000 RM für hundertprozentige Invalidität und 3 RM tägliches Krankengeld bei allen durch Parteidienst verursachten Verletzungen gezahlt werden können. Nicht zuletzt um sich der staatlichen Aufsicht durch das Reichsversicherungsamt zu entziehen, besaßen die Mitglieder der Partei keinen Rechtsanspruch auf Leistungen. Aufgrund der Vielzahl der zu versorgenden Fälle wurde der Beitrag, den SS-Mitglieder zu entrichten hatten, zwischenzeitlich auf 0,60 RM erhöht. Nach der „Machtergreifung“ nahm die Zahl der einzahlenden Mitglieder so stark zu, dass beispielsweise die Sonderkasse für Motorradfahrer aufgelöst und anfallende Leistungen nunmehr problemlos aus der allgemeinen Beitragsleistung bestritten werden konnten. Tatsächlich erwirtschaftete die Hilfskasse schon vor 1933 nennenswerte Gewinne, die überwiegend der für die Ausrüstung der SA zuständigen Reichszeugmeisterei zuflossen. Die Sachschadenskasse diente der Haftpflichtversicherung öffentlicher Veranstaltungen der NSDAP. Die Prämie richtete sich nach dem Fassungsvermögen der Veranstaltungsräume und betrug mind. 2 RM für bis zu 200 und höchstens 6 RM für über 1.000 Personen.

## Die Hilfkasse nach 1933
Auch wenn die gewaltsamen politischen Auseinandersetzungen nach der Machtübernahme und damit der ursprüngliche Beweggrund zur Gründung der Hilfkasse wegfiel, existierte die Dienststelle fort. Im Mittelpunkt standen nunmehr die Abwicklung von Unterstützungsleistungen für Unfälle im Dienste der Bewegung, etwa am Rande von Massenkundgebungen, wie den Reichsparteitagen. Nach dem Erlass des „Gesetzes über die Versorgung der Kämpfer der nationalen Erhebung“ am 27. Februar 1934 leistete die Hilfskasse nunmehr auch Zahlungen an Hinterbliebene von Parteimitgliedern, die in der eigens geführten „Ehrenliste der Ermordeten der Bewegung“ beziehungsweise die „Totenliste der NSDAP“ aufgenommen worden waren. Ferner wickelte die Hilfskasse auch die Zahlung eines „Ehrensoldes“ an Hinterbliebene von „im Kampf der Bewegung für die Freiheit des deutschen Volkes gefallenen Kämpfer“ ab. Der Ehrensold war symbolträchtig am 9. November 1934, dem Jahrestag des Hitlerputsches, ins Leben gerufen worden. Genau ein Jahr später kam noch eine „Ehrenunterstützung“ für schwerbeschädigte „Alte Kämpfer“ der NSDAP hinzu.

## Statistisches
Zwischen 1927/28 und 1932 wurden der SA-Versicherung rund 24.000 Verletzte und Tote gemeldet:
- 1928: 360 (5 Tote)
- 1929: 881 (9 Tote)
- 1930: 2.463 (18 Tote)
- 1931: 6.307 (46 Tote)
- 1932: 14.005 (85 Tote)